# Епархия Морото
Епархия Морото (лат. Dioecesis Morotoensis) — епархия Римско-Католической Церкви с центром в городе Морото, Уганда. Епархия Морото входит в митрополию Тороро. Кафедральным собором епархии Морото является церковь Пресвятой Девы Марии в городе Морото.

## История
22 марта 1965 года Римский папа Павел VI издал буллу Ex quo Christus, которой учредил епархию Морото, выделив её из епархии Гулу.
20 мая 1991 года епархия Морото передала часть своей территории для возведения новой епархии Котидо.

## Ординарии епархии
- епископ Sisto Mazzoldi MCCJ (1967 — 1980);
- епископ Paul Lokiru Kalanda (1980 — 1991);
- епископ Henry Apaloryamam Ssentongo (1992 — 2014).
- епископ Damiano Giulio Guzzetti MCCJ (2014 — по настоящее время).

## Источник
- Annuario Pontificio, Libreria Editrice Vaticana, Città del Vaticano, 2003, ISBN 88-209-7422-3
- Булла Ex quo Christus, AAS 58 (1966), стр. 128  (лат.)